# Balle au chasseur
La balle au chasseur est un jeu sportif traditionnel que T. de Moulidars, en 1888, faisait entrer dans la catégorie des « petits jeux de cour et de préau ».

## Règles
Le jeu se pratique avec une balle pas trop dure de la taille de celle utilisée au tennis, dans un espace dégagé et suffisamment grand pour contenir avec aisance de 10 à 30 joueurs.

### Déroulement du jeu
L’un des joueurs désigné par le sort, est le chasseur. Pour signaler le début de la chasse, il lance trois fois la balle en l’air en la rattrapant chaque fois dans ses mains. Ceci fait, la chasse est ouverte et tous les autres joueurs forment le gibier que le chasseur doit atteindre en lançant la balle. Chaque joueur ainsi touché, de gibier devient chien du chasseur et peut à son tour chercher à atteindre le gibier. Ce faisant, le gibier va en diminuant jusqu’à ce qu’il ne reste plus qu’un seul joueur le représentant. Lorsque ce dernier est touché, la partie est terminée.

### Particularités
- Le chasseur peut passer la balle à un chien de chasse.
- Un chien de chasse peut passer la balle au chasseur ou à un autre chien de chasse.
- Dès que le chasseur ou un chien de chasse a la balle dans la main, soit qu’il l’ait reçu ou qu’il l’ait ramassé au sol, il ne peut plus faire qu’un seul pas pour tirer sur le gibier ou passer la balle à un de ses coéquipiers.
- Dès lors qu’il y a deux chiens de chasse, le gibier est autorisé à pousser la balle tombée au sol en se servant uniquement des pieds comme au football sans pour cela devenir chien de chasse. S’il utilise toute autre partie du corps et notamment les mains, il devient chien de chasse.
- Un joueur faisant partie du gibier peut cependant ramasser la balle au sol pour la lancer sur le chasseur ou un chien de chasse afin d’éloigner le danger. Pour cela, il doit prendre la balle entre ses pieds, la faire sauter et la rattraper avec ses mains.

### Début de la partie suivante
Deux pratiques coexistent :
- Le premier joueur à avoir été touché par le chasseur devient le nouveau chasseur[2].
- Le dernier joueur à avoir été touché, par le chasseur ou un chien de chasse, devient le nouveau chasseur[3].

## Remarque sur le mécanisme du jeu
La balle au chasseur est un jeu convergent où les joueurs passent progressivement d'une situation un contre tous à une situation tous contre un au cours de la partie.